# Vassieux-en-Vercors

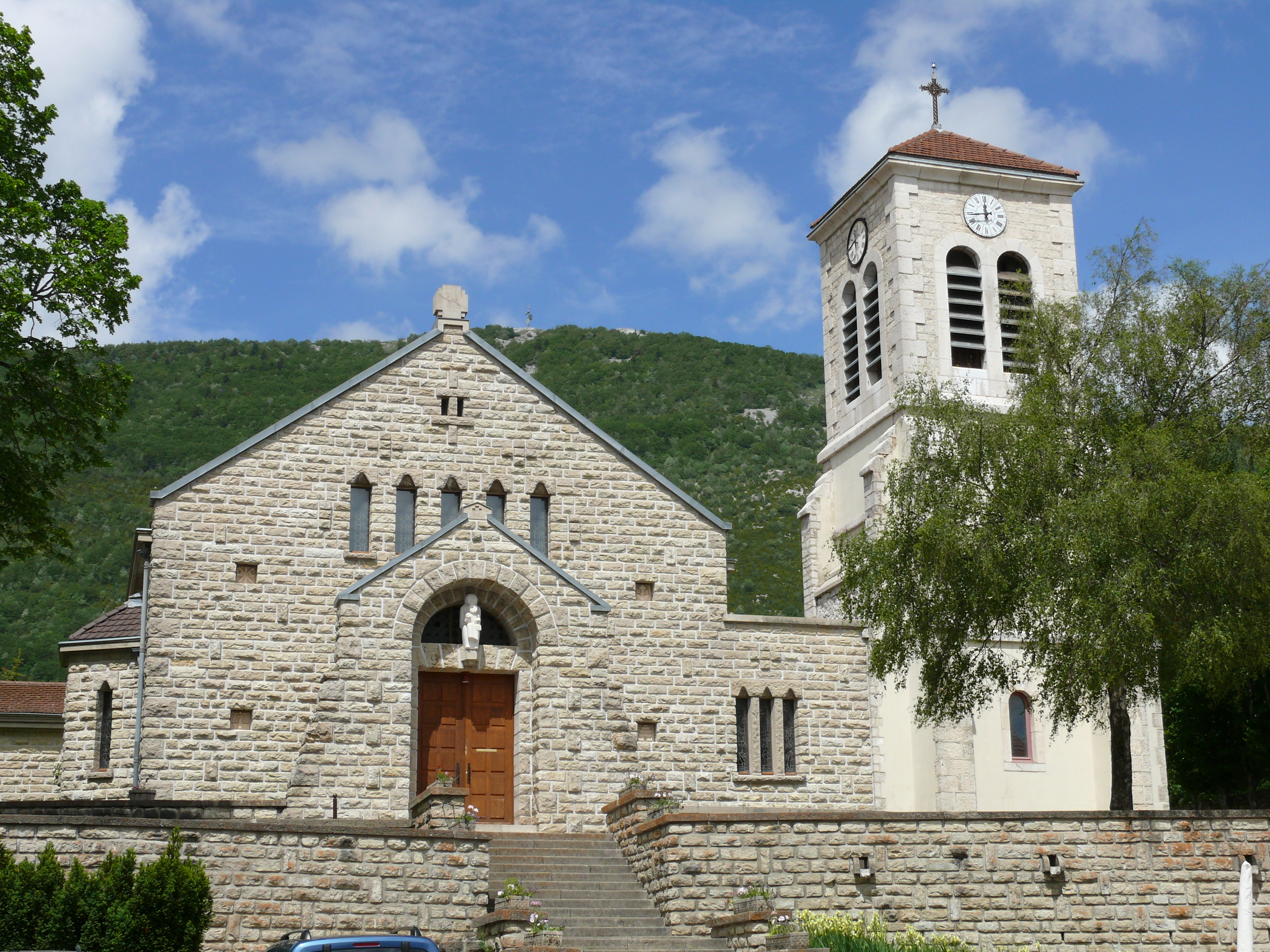
Kościół w Vassieux-en-Vercors, 2010

Vassieux-en-Vercors – miejscowość i gmina we Francji, w regionie Owernia-Rodan-Alpy, w departamencie Drôme.
Według danych na rok 1990 gminę zamieszkiwały 283 osoby, a gęstość zaludnienia wynosiła 6 osób/km² (wśród 2880 gmin regionu Rodan-Alpy Vassieux-en-Vercors plasuje się na 1346. miejscu pod względem liczby ludności, natomiast pod względem powierzchni na miejscu 70.).